# Urien Rheged

Escudo de armas anacrónicamente atribuido a Urien en la Baja Edad Media

Urien (ˈ|jʊər|i|ɛ|n, mencionado frecuentemente como Urien Rheged o Uriens) fue un rey de Rheged de finales del siglo VI. Rheged fue uno de los reinos britanos del territorio conocido como Yr Hen Ogledd (el Viejo Norte) ubicado en el norte de Inglaterra y el sur de Escocia. Su poder y sus victorias, incluyendo las batallas de Gwen Ystrad y Alt Clut Ford, son conmemorados en los poemas de alabanza dedicados a él por Taliesin, conservados en el Libro de Taliesin. Se convertiría en el "Rey Urien de Gorre"  de la leyenda Artúrica y su hijo Owain mab Urien más tarde fue conocido como Ywain.

## Biografía
Según las genealogías, Urien era hijo de Cynfarch Rea, hijo de Meirchion Gul, hijo de Gorwst, hijo de Cenau, hijo de Coel Hen, el primer líder militar posromano del que se tienen registros en la zona de la Muralla de Adriano.
Urien luchó contra los gobernadores del reino anglo de Bernicia (actualmente Northumbria). Ida de Bernicia, uno de los caudillos anglos, había ocupado Metcauld a mediados del siglo VI, y desde allí había comenzado a lanzar ataques contra tierra firme. Urien se unió entonces a Rhydderch Hael "el Generoso" de Strathclyde y a otros dos descendientes de Coel, Gwallog mab Llaenog y Morgant Bwlch para derrotar a los anglos. Consiguió sitiarlos en Lindisfarne, pero, según la Historia Brittonum, Urien fue asesinado por un hombre llamado Llofan Llaf Difo, se dice que a instancias de Morgant Bwlch, que estaba celoso de Urien por su poder. Una de las Tríadas Galesas recuerda la muerte de Urien como uno de los "Tres Lamentables Asesinatos" y otra lista al monarca de Rheged como uno de los "Tres Grandes Caudillos de Britania".
Tuvo cuatro hijos, llamados Owain, Rhiwallon, Rhun y Pasgen. El mayor de ellos le sucedió.

## Leyenda
Urien continuó siendo una figura popular en el país de Gales a lo largo de los años, y él y su hijo Owain se incorporaron en la leyenda Artúrica. Su reino fue trasladado a la mítica tierra de Gore, y a veces se cita a los Reyes Lot de Lothian y Auguselus de Escocia como sus hermanos. Durante el reinado de Uther Pendragon, se casa con la hermana de Arturo (normalmente Morgana, aunque a veces se le da otro nombre). Al igual que otros reyes del ciclo, Urien se opone inicialmente al ascenso de Arturo al trono tras la muerte de Uther y se rebelan contra él, pero se convierte en su aliado y vasallo tras la derrota.
En las leyendas, su matrimonio con Morgana no es retratado como un matrimonio feliz, aún más, hay una historia en la que Morgana planea hacerse con Excalibur, matar a Urien y a Arturo, y ocupar el trono junto a su amante Accolon. Urien aparece siempre como el padre de Ywain (Owain), y muchos textos le atribuyen un segundo hijo, Ywain el bastardo, engendrado por su padre en la esposa de su senescal. La tradición galesa le atribuye también una hija llamada Morfydd. Thomas Malory a veces deletrea su nombre como Urience, lo que ha llevado a algunos (por ejemplo, Alfred Tennyson) a identificarlo con el Rey Rience.

## Urien en la cultura popular
Urien es mencionado en el awdl galés del siglo XX Yr Arwr, obra de Hedd Wyn. También es uno de los personajes clave de la novela Credo (1996), de Melvyn Bragg, una celebración de la tradición céltica y su lucha contra las incursiones northumbrianas y romanas. Aparece como "Uryens" en la película Excalibur de John Boorman, como un enemigo de Arturo que posteriormente se alía con él y esquien finalmente le arma caballero. También aparece como personaje menor en la Trilogía de Merlín de Mary Stewart y como "Uriens" marido de Morgana y padre de Accolon en el tercer libro del ciclo de Las Nieblas de Avalon de Marion Zimmer Bradley .